# Ziegelfeld (Gräfrath-Ost)
Ziegelfeld ist ein Wohnplatz in der bergischen Großstadt Solingen.

## Geographie
Der Wohnplatz Ziegelfeld befindet sich im Osten der Gräfrather Altstadt an der Melanchthonstraße etwa in Höhe der Einmündung der Huttenstraße. 
Dort grenzt die Wohnsiedlung an der Katharinenstraße an die Melanchthonstraße. An den westlich verlaufenden Straßen, die den Ort von der Altstadt trennen, liegt eine größere Wohnsiedlung des Bauvereins Gräfrath aus den 1920er und 1930er Jahren. Östlich von Ziegelfeld liegt der Heider Hof. Im Süden liegt am Ufer des Nümmener Bachs die Wüstung Dyck. Dahinter liegt das Gewerbe- und Industriegebiet Dycker Feld.
Die ursprünglichen Gebäude des Hofs Ziegelfelds sind mit der heutigen Wohnbebauung überbaut worden.

## Etymologie
Ziegelfeld war lange Zeit eine unbebaute Fläche, die im Besitz des Klosters Gräfrath stand und auf der zur Herstellung von Mauerziegeln Feldbrand betrieben wurde, woher auch der Name des später entstandenen Wohnplatzes rührt.

## Geschichte
Der Name Ziegelfeld erscheint erstmals auf dem Plan der Kloster Gräfrather und Burger Gründe aus der zweiten Hälfte des 18. Jahrhunderts. Dort ist eine Feldflur an der Stelle des späteren Hofes Ziegelfeld mit der Bezeichnung Kloster sogenannte Ziegel Felder eingezeichnet. Die Topographische Aufnahme der Rheinlande von 1824 zeigt dort nun einen Ort, er ist dort als a. Ziegelfeld benannt. Der Wohnplatz gehörte zur Honschaft Gräfrath innerhalb des Amtes Solingen. Die Preußische Uraufnahme von 1843 zeigt den Ort als Ziegelfeld benannt. In der Topographischen Karte des Regierungsbezirks Düsseldorf von 1871 ist der Ort ebenfalls verzeichnet, jedoch nicht benannt.
Nach Gründung der Mairien und späteren Bürgermeistereien Anfang des 19. Jahrhunderts gehörte Ziegelfeld zur Bürgermeisterei Gräfrath. 1815/16 lebten drei Einwohner, 1830 ebenfalls drei Menschen im als kleines Ackergut kategorisierten Ort. 1832 war Ziegelfeld weiterhin Teil der Honschaft Gräfrath innerhalb der Bürgermeisterei Gräfrath. Der nach der Statistik und Topographie des Regierungsbezirks Düsseldorf als Hofstadt kategorisierte Ort besaß zu dieser Zeit ein Wohnhaus und ein landwirtschaftliches Gebäude. Zu dieser Zeit lebten sechs Einwohner im Ort, allesamt katholischen Bekenntnisses. Die Gemeinde- und Gutbezirksstatistik der Rheinprovinz führt den Ort 1871 mit vier Wohnhäusern und 47 Einwohnern auf. Im Gemeindelexikon für die Provinz Rheinland werden 1885 sieben Wohnhäuser mit 64 Einwohnern angegeben. 1895 besitzt der Ortsteil sieben Wohnhäuser mit 70 Einwohnern, 1905 werden sechs Wohnhäuser und 49 Einwohner angegeben.
Ende des 19. Jahrhunderts entstand südlich der Gräfrather Altstadt ein neues Ziegelfeld. Dieser Vorgang könnte in Verbindung gestanden haben mit dem Bau der Bahnstrecke Solingen–Wuppertal-Vohwinkel und der Eröffnung des nahen Bahnhofes Gräfrath im Jahre 1887. Die Ziegel könnten dann aus logistischen Gründen unmittelbar neben dem Bahnhof mit seiner Güterabfertigung gebrannt worden sein.
Mit der Städtevereinigung zu Groß-Solingen im Jahre 1929 wurde Ziegelfeld ein Ortsteil Solingens. Die zum alten Ziegelfeld gehörenden Gebäude wurden wohl im ersten Viertel des 20. Jahrhunderts niedergelegt. Im Bereich zwischen der heutigen Melanchthon-, der Hutten- und der Schulstraße entstand in den 1920er Jahren eine erste große Wohnsiedlung des Bauvereins Gräfrath. Diese wurde bis in die 1930er Jahre bis zur Schnitzlerstraße erweitert. Nach dem Zweiten Weltkrieg setzte auch entlang des oberen Endes der Melanchthonstraße eine verstärkte Bautätigkeit ein, bei der auch der ursprüngliche Siedlungsbereich Ziegelfelds überbaut wurde. In der zweiten Hälfte der 1950er Jahre entstand die Einfamilienhaussiedlung an der Katharinenstraße mit ihren Seitenstraßen. Die Ortsbezeichnung des alten Ziegelfelds ist seither in Stadtplänen an der Stelle des alten Wohnplatzes nicht mehr verzeichnet.